# پادشاه قرمز، شوالیه سفید
پادشاه قرمز، شوالیه سفید (انگلیسی: Red King, White Knight) یک تله‌فیلم تریلر سیاسی به کارگردانی جف مورفی و نویسندگی ران هاچینسون است. از جمه بازیگران این فیلم می‌توان از تام اسکریت نام برد که نقش یک مامور بازنشسته آژانس اطلاعات مرکزی که به اتحاد جماهیر شوروی سوسیالیستی فرستاده می‌شود را بازی می‌کند.

## عرضه
پادشاه قرمز، شوالیه سفید در ۲۵ نوامبر ۱۹۸۹ از اچ‌بی‌او پخش شد.

## بازیگران
- تام اسکریت
- ماکس فن سیدو
- هلن میرن
- تام بل
- گاوان اوهرلیهی
- بری کوربین
- کلارک پیترس
- کری شیل